# Suan Lam Mang
Suan Lam Mang (birmanisch ဆွန်လမ်မန်; * 28. Juli 1994 in Kalay) ist ein myanmarischer Fußballspieler.

## Karriere

### Verein
Suan Lam Mang erlernte das Fußballspielen in der Jugendmannschaft von ZOFA in Myanmar. Seinen ersten Vertrag unterschrieb er 2010 bei Zwekapin United. Der Verein aus Hpa-an, der Hauptstadt des Kayin-Staates, spielte in der ersten Liga, der Myanmar National League. 2011 wechselte er zu Chin United. Mit dem Verein wurde er 2013 Meister der zweiten Liga, der MNL-2, und stieg in die erste Liga auf. Bei Chin stand er bis 2017 unter Vertrag. Yangon United, ein Erstligist aus Rangun, nahm ihn Anfang 2018 unter Vertrag. Mitte 2018 verpflichtete ihn der ebenfalls in der ersten Liga spielende Shan United. 2018 wurde er mit Shan Vizemeister. 2019 konnte er mit dem Klub die Meisterschaft erringen. 2020 ging er nach Thailand. Hier unterschrieb er einen Vertrag beim Muangkan United FC. Der Verein aus Kanchanaburi spielte in der dritten Liga, der Thai League 3, in der Upper Region. Im August 2020 nahm ihn der Erstligist Trat FC aus Trat unter Vertrag. Für Trat stand er 2020 einmal in der ersten Liga auf dem Spielfeld. Anfang 2021 verließ er den Verein und schloss sich dem Zweitligaaufsteiger Ranong United FC aus Ranong an. Für Ranong stand er elfmal in der zweiten Liga auf dem Spielfeld. Nach Saisonende wurde sein Vertrag in Ranong nicht verlängert. Von Juli 2021 bis Dezember 2021 war er vertrags- und vereinslos. Im Januar 2022 verpflichtete ihn der Zweitligist Navy FC. Am Ende der Saison 2021/22 musste er mit der Navy als Tabellenletzter in die dritte Liga absteigen. Für die Navy absolvierte er in der Rückrunde 15 Ligaspiele. Zu Beginn der Saison 2022/23 wechselte er im August 2022 zum Zweitligaaufsteiger Krabi FC. Nach 18 Zweitligaspielen wurde sein Vertrag nach der Saison nicht verlängert. Im Juli 2023 kehrte er in seine Heimat zurück. Hier stand er bis Jahresende beim Erstligisten Dagon Stars United unter Vertrag. Für den Verein aus Rangun bestritt er zwei Erstligaspiele. Im Januar 2024 kehrte er nach Thailand zurück. Hier verpflichtete ihn der Zweitligist Pattaya United FC. Für den Verein aus dem Seebad Pattaya bestritt er acht Ligaspiele. Im Sommer 2024 kehrte er nach Myanmar zurück. Hier schloss er sich seinem ehemaligen Verein Dagon Star United an.

### Nationalmannschaft
Seit 2015 spielt Suan Lam Mang in der Nationalmannschaft von Myanmar. Bisher bestritt er elf Spiele.

## Erfolge
Chin United
- Myanmarischer Zweitligameister: 2013

Shan United
- Myanmarischer Meister: 2019